# Госпожица Полвора
„Госпожица Полвора“ (на испански: Señorita Pólvora, букв. пр. Госпожица Барут) е теленовела от 2014 г., произведена от колумбийската компания Teleset за мексиканската Televisa и американската Sony Pictures Television, излъчена в Латинска Америка по канал TNT. Това е историята на една кралица на красотата, която се забърква с наркотрафиканти, виновни за преждевременната смъртта на баща ѝ.
В главните роли са Камила Соди, Иван Санчес и Хосе Мария де Тавира.

## Сюжет
Валентина е млада, красива и богата жена, чиято страст е журналистиката и фотографията. Майка ѝ, Ивон, има други планове за нея – иска да я превърне в модел. Вече нищо от това няма значение, защото баща ѝ е убит. Валентина живее с една мисъл – да отмъсти на убиеца на баща си. Тя не е лоша жена и не знае как да започне с плановете си за отмъщение. Единственото, което знае – убиецът има златен зъб.

## Актьори
Част от актьорския състав:
- Камила Соди – Валентина Карденас / Госпожица Полвора
- Иван Санчес – Мигел Галиндо / М8
- Хосе Мария де Тавира – Висенте Мартинес
- Саул Лисасо – Октавио Карденас
- Ерендира Ибара – Татяна
- Макс Флорес – Рикардо
- Паулина Гайтан – Ноеми
- Алехандро Дуран – Морган
- Маурисио Исак – Рамиро Агилар
- Мара Куевас – Ивон Марин
- Марио Сарагоса – Саул Педрерос
- Франсиско Васкес – Дарио Монтоя
- Дино Гарсия – Хасинто Марин

## Премиера
Премиерата на Госпожица Полвора е на 16 март 2015 г. по TNT. Последният 70. епизод е излъчен на 18 юни 2015 г.